# Riders of the Deadline
Riders of the Deadline è un film del 1943 diretto da Lesley Selander.
È un western statunitense con William Boyd, Andy Clyde e Jimmy Rogers. Fa parte della serie di film western con protagonista il personaggio di Hopalong Cassidy (interpretato da Boyd) creato nel 1904 dallo scrittore Clarence E. Mulford.

## Produzione
Il film, diretto da Lesley Selander su una sceneggiatura di Bennett Cohen, fu prodotto da Harry Sherman tramite la Harry Sherman Productions e girato nelle Alabama Hills a Lone Pine e nell'Anchor Ranch a Lone Pine, in California, nella seconda metà di aprile del 1943.

## Distribuzione
Il film fu distribuito negli Stati Uniti dal 3 dicembre 1943 al cinema dalla United Artists.
Altre distribuzioni:
- in Svezia il 26 dicembre 1944 (Vapensmugglarna)
- in Danimarca il 26 dicembre 1955 (Mesterskytten)
- in Belgio (Zone mortelle)
- in Brasile (Cavaleiro da Fronteira)

## Promozione
Le tagline sono:

- "HOPPY'S" TRIGGER FINGER GETS BUSY... double crossing double crossers!
- Where There's "HOPPY" There's... Action!